# Нюрнберзька хроніка
«Ню́рнберзька хро́ніка» (нім. Nürnberger Chronik, англ. Nuremberg Chronicle) — ілюстрована хроніка-інкунабула, що присвячена опису історії людства. Охоплює 6 епох (від сотворіння світу до кінця XV століття) і кінець світу. Складена німецьким істориком Гартманом Шеделем. Видана 12 червня 1493 року латинською мовою в Нюрнберзі, Священна Римська імперія, в друкарні Антона Кобергера, накладом до 1,5 тисяч примірників. Того ж року перекладена зі значними змінам Георгом Альтом на німецьку мову; видана 23 грудня накладом тисячу примірників. Складається з 336 сторінок. Поділяється на 7 частин. Містить спрощений переказ біблійних сюжетів, історії деяких західноєвропейських міст. Має близько кольорових 1809 ілюстрацій роботи Міхаеля Вояльгемута й Вільгельма Плейденвурффа. Праця була унікальною для свого часу; вона вперше знайомила західноєвропейського читача з багатьма містами і країнами світу. До наших днів збереглося близько 400 латинських і 300 німецьких примірників. Серед місць зберігання — Бібліотека Кембриджського університету. Латинська назва — «Книга хронік» (лат. Liber Chronicarum); німецька усталена назва — «Світова хроніка Шеделя» (нім. Die Schedelsche Weltchronik).

## Галерея

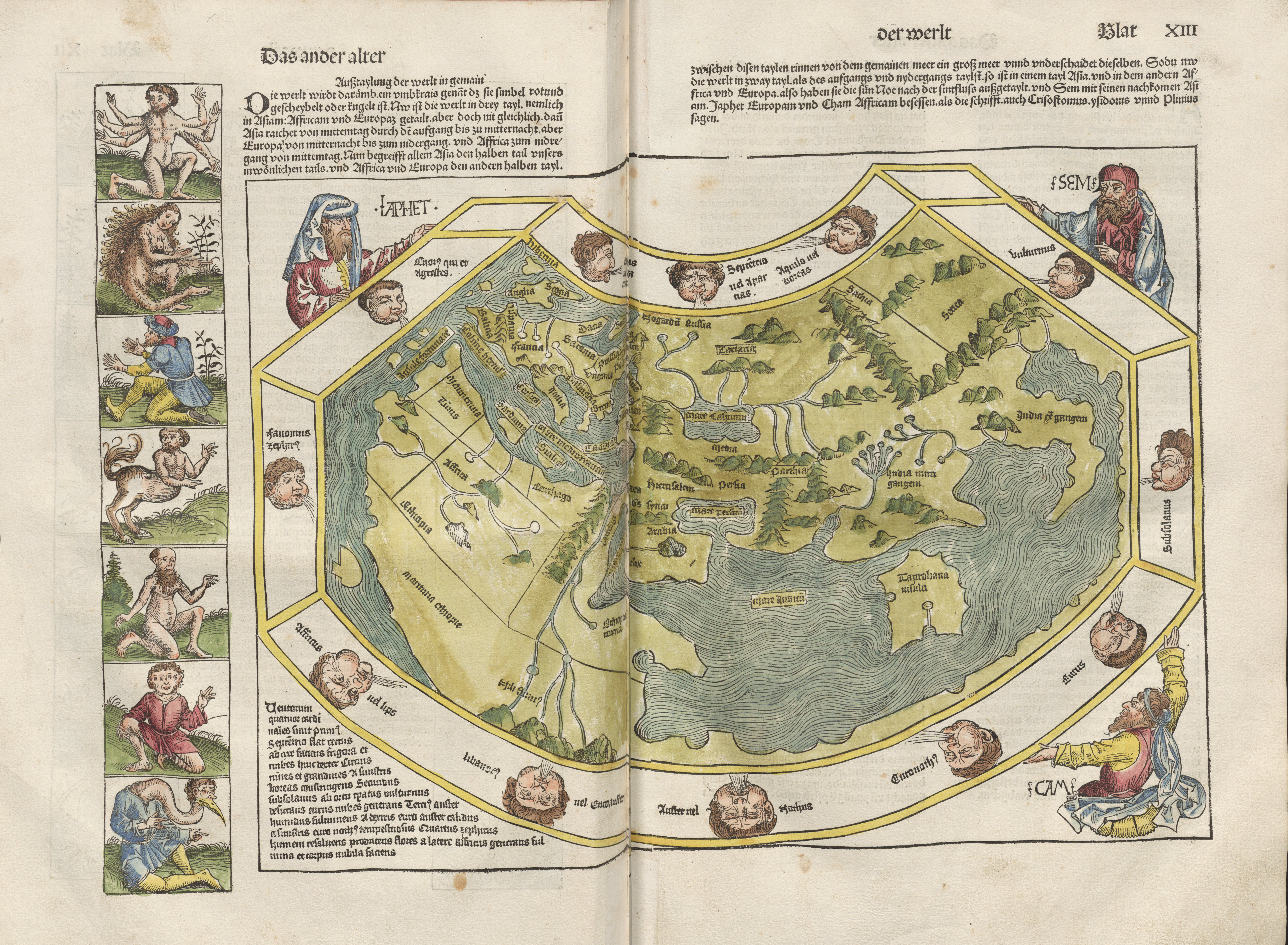
Карта світу
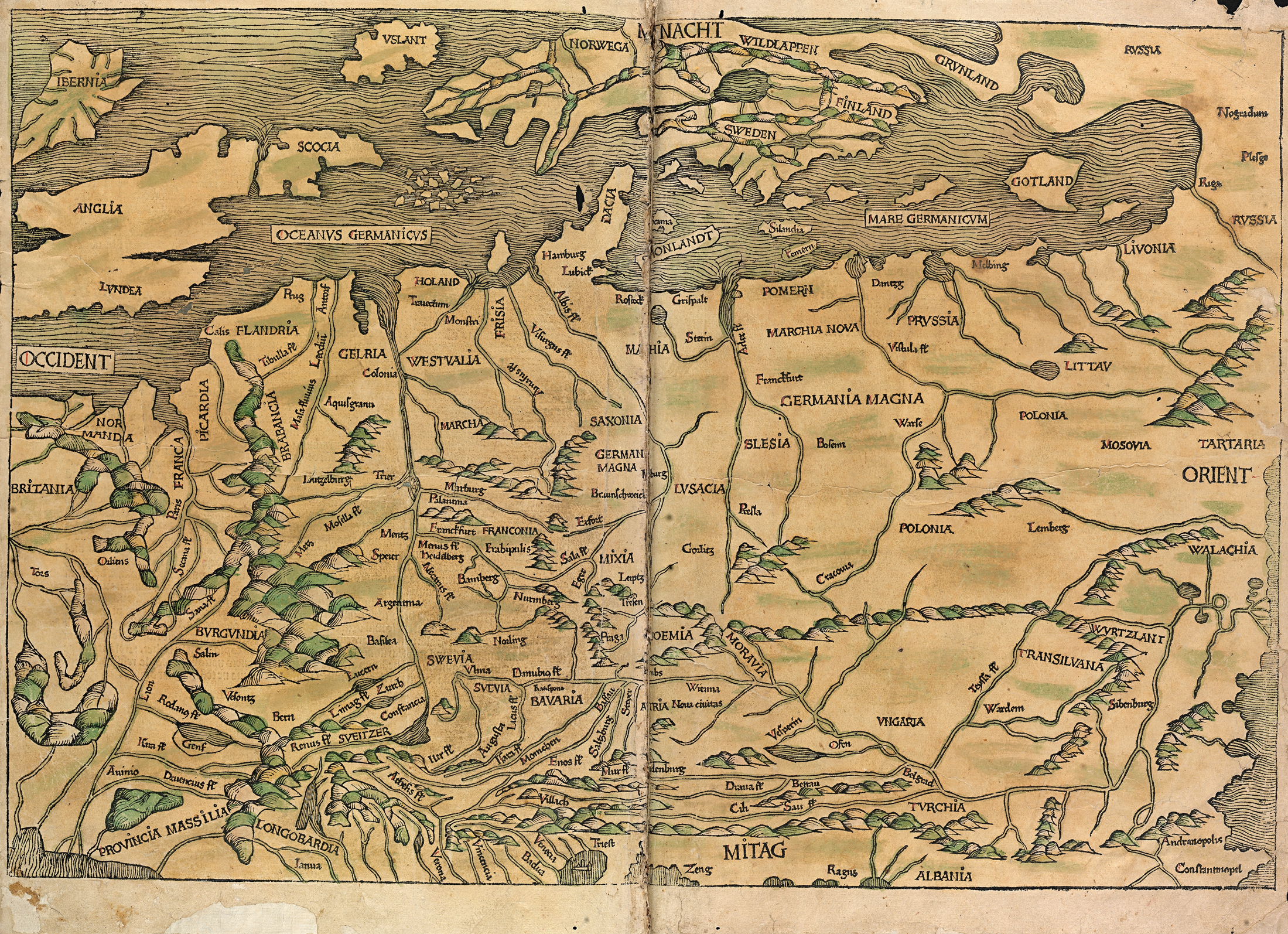
Карта Європи
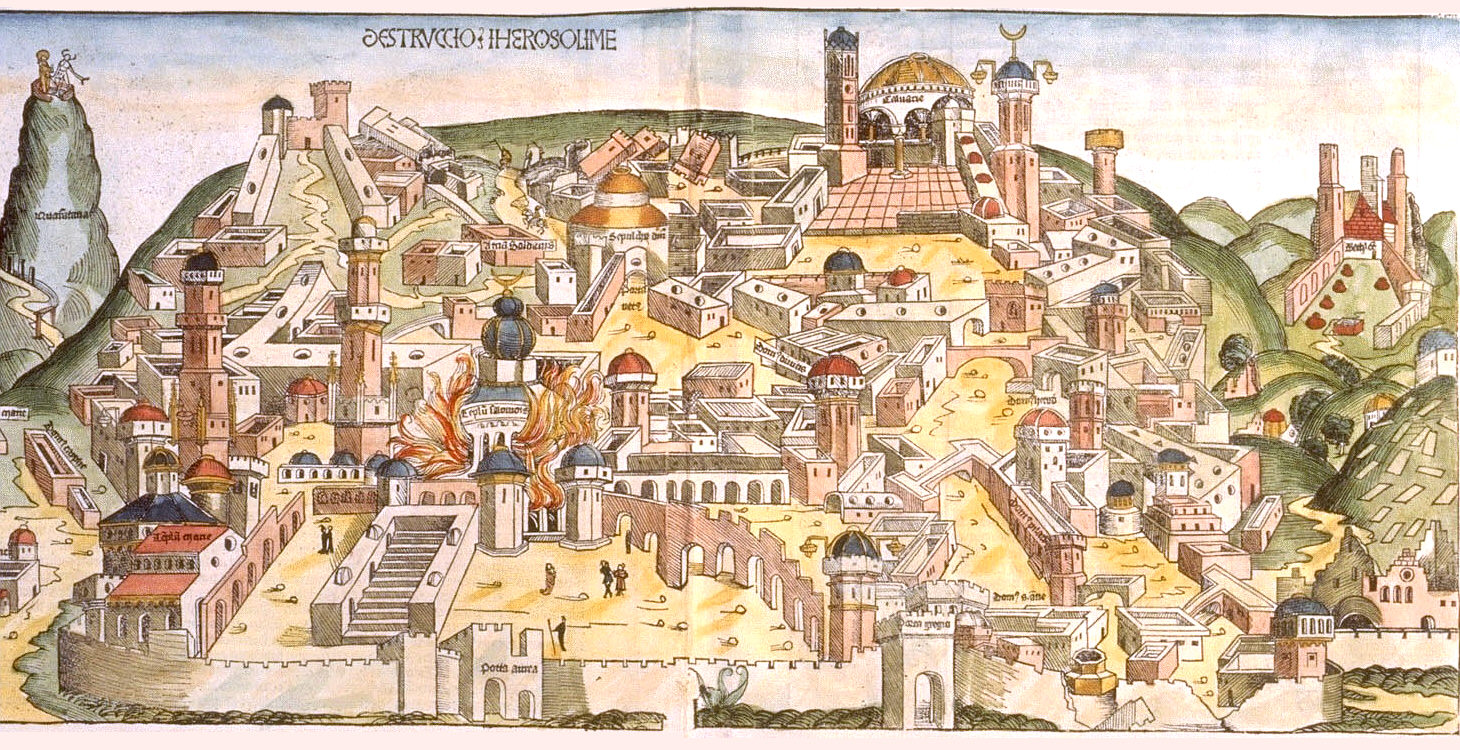
Єрусалим
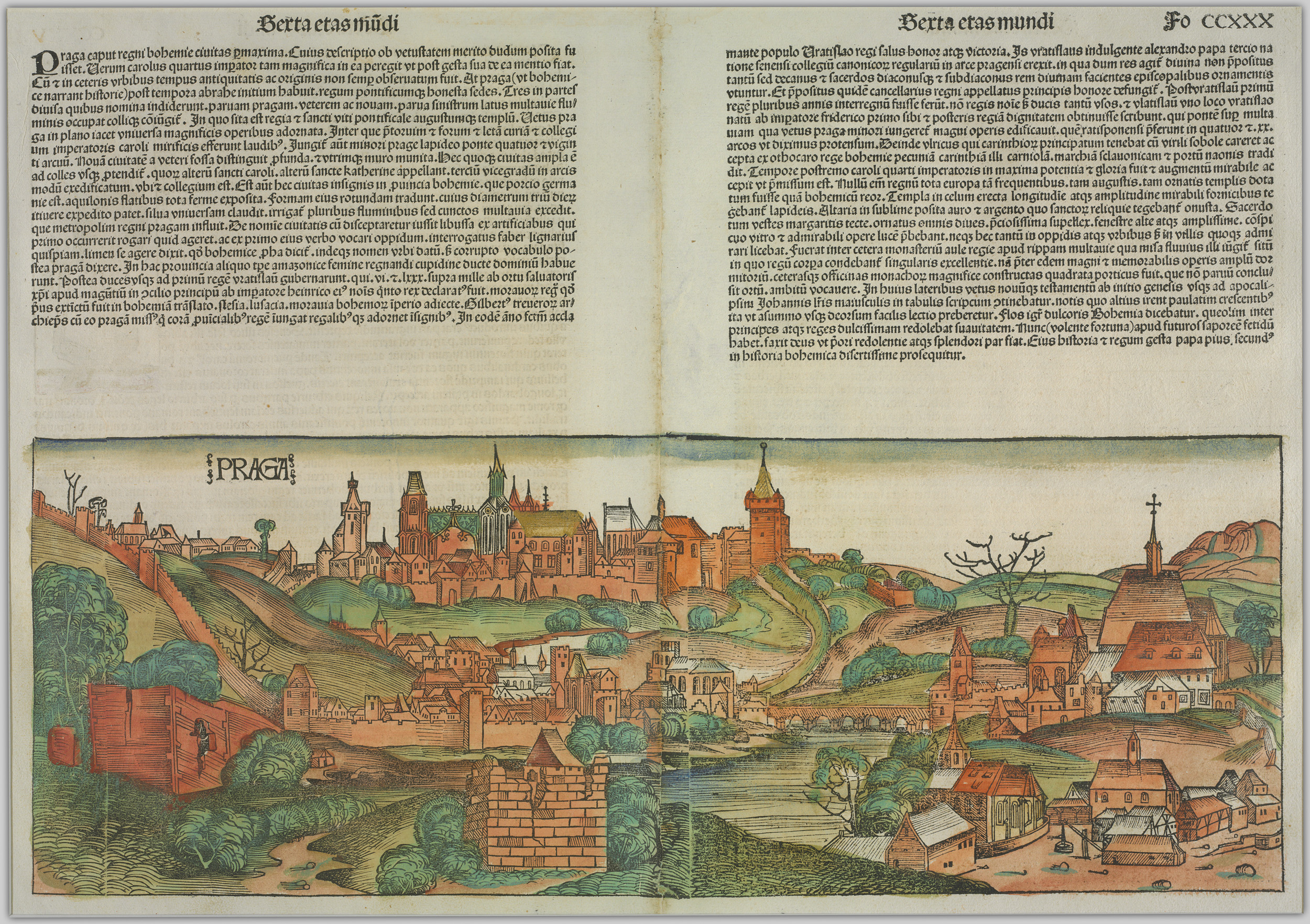
Прага

## Використання ілюстрацій
Ілюстрації ієрархів Священної Римської імперії з «Нюрнберзької хроніки» були скопійовані з невеликими змінами до третьої частини «Livro do Armeiro-Mor» (1509), найстарішого португальського гербовника.
| Нюрнберзька хроніка | Livro do Armeiro-Mor |
| --- | -------------------- |
| 1 |                      |
| - Архієпископ Трірський - Архієпископ Кельнський - Архієпископ Майнцький - Імператор - Король Богемії - Пфальцграф Рейнський - Герцог Саксонський - Маркграф Бранденбурзький |                      |

## Видання
- Hartmann Schedel: Register des Buchs der Croniken und geschichten mit figuren und pildnussen von anbeginn der welt bis auf dise unnsere Zeit. [Durch Georgium Alten … in diss Teutsch gebracht]. Reprint [der Ausg.] Nürnberg, Koberger, 1493, 1. Wiederdruck. Reprint-Verlag Kölbl, München 1991, CCLXXXVI Bl., IDN: 947020551
- Stephan Füssel (Hg.): Schedel'sche Weltchronik. Taschen Verlag, Köln 2001, ISBN 3-8228-5725-4.
- Hartmann Schedel: Registrum huius operis libri cronicarum cu [cum] figuris et imagibus [imaginibus] ab inicio mudi [mundi]. [Nachdruck der Ausgabe Nürnberg, Koberger, 1493]. Quantum Books, Ostfildern [2002?], CCXCIX, ISBN 3-935293-04-6.
- Hartmann Schedel: Weltchronik. Nachdruck [der] kolorierten Gesamtausgabe von 1493. Einleitung und Kommentar von Stephan Füssel. Weltbild, Augsburg 2004, ISBN 3-8289-0803-9.